# Bishopův kruh

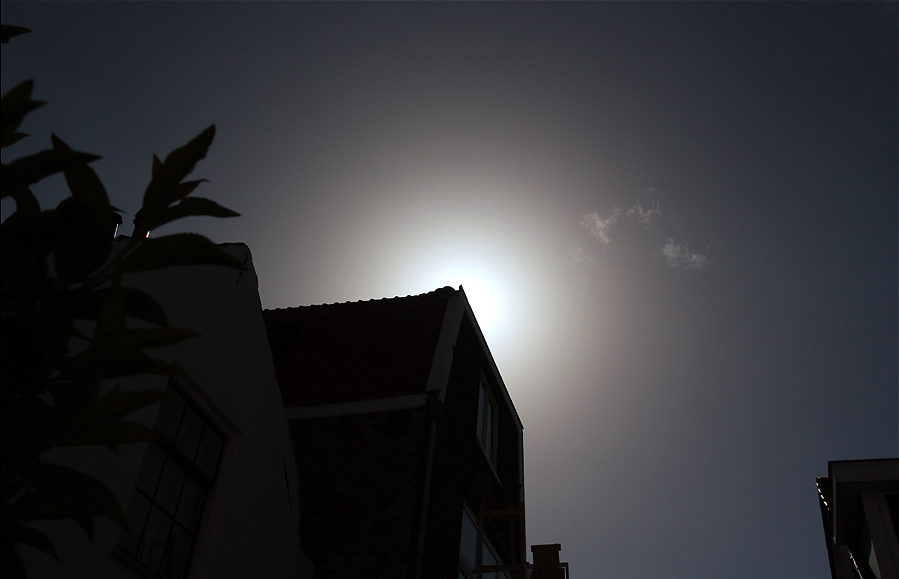
Bishopův prstenec kolem Slunce způsobený sopečným popelem sopky Eyjafjallajökull na Islandu. Fotografoval Marco Langbroek z Leidenu v Nizozemsku 18. května 2010.

Bishopův kruh nebo Bishopův prstenec je hnědočervený prstenec okolo Slunce na obloze s vnitřním průměrem 10° a s vnějším průměrem 22°. Vzniká ohybem světla na prachových částicích atmosféry Země.